# 于宗翰
于宗翰，直隶乐亭县（今河北省乐亭县）人，清朝政治人物，同進士出身。
同治乙丑科（1865年），登乙丑科三甲進士。任奉天府儒學教授。